# Concejo de Teruel
El Concejo de Teruel es la institución que gobernó la ciudad desde el siglo XII, con base en los Fueros otorgados al municipio por el rey Alfonso II de Aragón en 1177.

## Historia
El Concejo o Asamblea de Vecinos de Teruel tiene sus orígenes en el reinado de Alfonso II de Aragón (1157 - 1196). Fue el órgano supremo de gobierno de la vida municipal turolense y de su territorio desde el siglo XII al XV. El Concejo estaba constituido por todos los turolenses con estatuto de vecindad y cada año, el martes de Pascua, elegía entre sus miembros a los diversos cargos responsables de la administración de la ciudad.

## Composición
Un privilegio dado por Jaime I (1208-1276) en 1250 estableció su composición en número de 14 y más tarde se redujo a 8.
- A la cabeza del Concejo estaba el juez, responsable de los asuntos de justicia, administración y recaudación.
- Los alcaldes, primero ocho y más tarde hasta un máximo de cuatro, colaboraban con el juez en las tareas judiciales  y de gobierno. Constituían el tribunal de apelación.
- El escribano, encargado de guardar el sello, llevar el padrón de la ciudad y llevar la contabilidad de los magistrados.
- El almotacén, almutazaf o mayordomo era el encargado de inspeccionar las actividades económicas y comerciales, especialmente las del mercado, el control de pesas y medidas, etc.
- Los procuradores, también cuatro, a modo de alguaciles mantenían el orden. Igualmente representaban a la ciudad en todos los pleitos y juicios.
- Finalmente existían otros auxiliares como el sayón, pregonero, dulero, guaytas, porteros de la muralla, caballeros de la sierra, guardas de las viñas, etc., que tenían los más variados cometidos.

## El archivo
Los documentos de esta institución medieval que han llegado a nuestros días, se encuentran en el Archivo Histórico Provincial de Teruel (AHPTE). Están incluidos en el fondo documental que lleva por título Ayuntamiento de Teruel, 1115 documentos de los cuales el más antiguo está fechado en 1176 y el más moderno en 1914 pues el fondo incluye además, los documentos de las instituciones que le sucedieron en el gobierno municipal.
El fondo Ayuntamiento de Teruel estuvo disperso hasta 1988. En 1959 un particular entrega al AHPTE 162 pergaminos que tenía en su domicilio, mientras que el resto de la documentación permanecía en el Archivo Municipal de la ciudad. En 1988 el Pleno del Ayuntamiento de Teruel acuerda depositar en el Archivo Histórico Provincial la documentación de su sección histórica. En 1990 en la Biblioteca Pública de la ciudad se encuentran varios documentos, en papel y pergamino, que se entregan también al Archivo Histórico Provincial.
La documentación medieval del Concejo de Teruel fue inventariada hacia 1918 pero su dispersión posterior y el incendio sufrido en el edificio del Ayuntamiento en 1941, tuvo como consecuencia la desaparición de muchos de los documentos.
Entre los documentos conservados se encuentran privilegios reales, correspondencia entre el Concejo y la Comunidad de Aldeas de Teruel, libros de cuentas, una relación de los caballeros de la ciudad, expedientes de distintos pleitos... También incluye los dos códices en pergamino conservados del Fuero de Teruel.

## Acceso
El acceso a la documentación relativa al Concejo de Teruel es libre aunque puede estar limitado por razones de conservación (Ley de Patrimonio Histórico Español, artículo 62).